# Associazione Calcio Reggiana 1954-1955
Questa voce raccoglie le informazioni riguardanti l'Associazione Calcio Reggiana nelle competizioni ufficiali della stagione 1954-1955.

## Stagione
Nella stagione 1954-1955 la Reggiana disputa il girone C del campionato di IV Serie, un torneo che prevedeva una sola promozione e quattro retrocessioni, con 36 punti in classifica si piazza in settima posizione, il torneo è stato vinto con 51 punti dalla Marzoli di Palazzolo sull'Oglio che è stata promossa in Serie C. Sono retrocesse l'Olimpia di Caravaggio, il Cerea, la Casalese ed il Legnago.
Arriva a Reggio l'allenatore parmigiano di San Secondo Parmense Luigi Del Grosso che farà le fortune della Reggiana per otto consecutive stagioni, trascinandola dalla IV serie fino a raggiungere di nuovo la serie B. Ma l'attuale torneo, il primo di questi campionati con i granata è stato deludente, pur gettando le basi della riscossa, nonostante i nuovi acquisti Antonio Lamantea, Fabio Brandolisio e Giorgio Graziosi che sarà il capocannoniere della squadra con 17 reti in stagione, di Giorgio Barbolini, di Dante Castellazzi, di Bruno Ispiro che sostituirà Gianni Cappi autore di soltanto 3 gol contro i 29 della stagione precedente. Due le note da segnalare, Dante Castellazzi viene convocato nella nazionale giovanile e Athos Panciroli che chiude la sua lunga carriera in granata. Alla fine della stagione la Reggiana riesce a fare peggio del campionato precedente, classificandosi solo settima nel suo girone e rimanendo confinata in IV Serie.

## Divise
| Prima divisa |

## Rosa
| N. |                   | Ruolo | Calciatore        |
| -- | ----------------- | ----- | ----------------- |
|    | Italia (bandiera) | C     | Giorgio Barbolini |
|    | Italia (bandiera) | D     | Dino Binacchi     |
|    | Italia (bandiera) | A     | Bruno Bonacini    |
|    | Italia (bandiera) | C     | Fabio Brandolisio |
|    | Italia (bandiera) | C     | Denis Brunazzi    |
|    | Italia (bandiera) | A     | Gianni Cappi      |
|    | Italia (bandiera) | C     | Dante Castellazzi |
|    | Italia (bandiera) | P     | Corrado Danti     |
|    | Italia (bandiera) | A     | Giorgio Graziosi  |
|    | Italia (bandiera) | A     | Gianni Iori       |
|    | Italia (bandiera) | A     | Bruno Ispiro      |
|    | Italia (bandiera) | D     | Antonio Lamentea  |

| N. |                   | Ruolo | Calciatore       |
| -- | ----------------- | ----- | ---------------- |
|    | Italia (bandiera) | C     | Alberto Malavasi |
|    | Italia (bandiera) | D     | Adile Montanari  |
|    | Italia (bandiera) | C     | Giovanni Palma   |
|    | Italia (bandiera) | C     | Athos Panciroli  |
|    | Italia (bandiera) | A     | Bruno Pelloni    |
|    | Italia (bandiera) | D     | Gino Poligani    |
|    | Italia (bandiera) | D     | Leo Prandi       |
|    | Italia (bandiera) | D     | Quattri          |
|    | Italia (bandiera) | C     | Simonazzi        |
|    | Italia (bandiera) | D     | Renzo Sgarbi     |
|    | Italia (bandiera) | P     | Guido Soragni    |
|    | Italia (bandiera) | C     | Gianni Vinceti   |

## Risultati

### Serie C

#### Girone di andata
| Arbitro: | Gestro (Genova) |

|  |           |                           |
|  | Marcatori | 31’ Manzini 57’ Bonaretti |

| Arbitro: | Bellotto (Pordenone) |

|                          |           |              |
| Dell'Agata 42’ Serra 72’ | Marcatori | 37’ Graziosi |

| Arbitro: | Molinari (Verona) |

|                                                               |           |  |
| Panciroli 9’ Pelloni 13’ Graziosi 50’ Cappi 56’ Barbolini 67’ | Marcatori |  |

| Arbitro: | Carpani (Pavia) |

|           |           |  |
| Sambo 57’ | Marcatori |  |

| Arbitro: | Malasoma (Livorno) |

|                  |           |  |
| Graziosi 9’, 75’ | Marcatori |  |

| Arbitro: | Revello (Oneglia) |

|                                                           |           |              |
| Chironi 9’ Sgarbi 39’ (aut.) Pincolini 70’ Vercellini 86’ | Marcatori | 23’ Graziosi |

| Arbitro: | Cataldo (Roma) |

|                            |           |               |
| Barbolini 69’ Graziosi 77’ | Marcatori | 68’ Remondini |

| Arbitro: | Buiat (Monfalcone) |

|  |           |             |
|  | Marcatori | 65’ Pelloni |

| Arbitro: | Righetti (Milano) |

|                            |           |            |
| Torreano 3’ Todeschini 62’ | Marcatori | 6’ Pelloni |

| Arbitro: | De Magistris (Torino) |

|              |           |                          |
| Malavasi 83’ | Marcatori | 18’ Cotelli 74’ Donadoni |

| Arbitro: | Verzè (Verona) |

|             |           |                                              |
| Baruzzi 74’ | Marcatori | 9’ (rig.) Poligani 33’ Barbolini 63’ Pelloni |

| Reggio Emilia 12 dicembre 1954 12ª giornata | Reggiana             | 0 – 0 | Bondenese | Stadio Mirabello\| Arbitro: \| Alessandrini (Terni) \| |
| Arbitro:                                    | Alessandrini (Terni) |       |           |                                                        |

| Arbitro: | Genel (Trieste) |

|                 |           |  |
| Galliccioli 49’ | Marcatori |  |

| Arbitro: | Toti (La Spezia) |

|                                                      |           |  |
| Bonacini IV 6’ Malavasi 10’ Graziosi 88’ Pelloni 89’ | Marcatori |  |

| Arbitro: | Zennaro (Venezia) |

|              |           |  |
| Roverato 67’ | Marcatori |  |

| Arbitro: | De Angelis (Roma) |

|              |           |              |
| Graziosi 80’ | Marcatori | 22’ Biondani |

| Arbitro: | Cadelli (Trieste) |

|              |           |                  |
| Cherubini 7’ | Marcatori | 9’ (aut.) Manera |

#### Girone di ritorno
| Carpi 23 gennaio 1955 18ª giornata | Carpi           | 0 – 0 | Reggiana | Stadio Sandro Cabassi\| Arbitro: \| Prati (Firenze) \| |
| Arbitro:                           | Prati (Firenze) |       |          |                                                        |

| Arbitro: | Fiore (Torino) |

|                                         |           |                        |
| Ispiro 41’ Graziosi 56’ Castellazzi 85’ | Marcatori | 42’ Convalle 66’ Brini |

| Arbitro: | Trezza (Verona) |

|            |           |              |
| Manazza 1’ | Marcatori | 21’ Graziosi |

| Arbitro: | Arbocco (Acqui Terme) |

|                                                                                |           |  |
| Barbolini 11’, 34’, 69’ Panciroli 58’ Graziosi 60’ Pelloni 76’ Brandolisio 85’ | Marcatori |  |

| Arbitro: | Barolo (Padova) |

|                        |           |                           |
| Comelli 13’ Fasani 85’ | Marcatori | 8’ Barbolini 69’ Graziosi |

| Arbitro: | Gay (Asti) |

|                                       |           |               |
| Barbolini 4’ Panciroli 46’ Ispiro 85’ | Marcatori | 20’ Pincolini |

| Arbitro: | Pucciarelli (Pisa) |

|          |           |  |
| Perli 5’ | Marcatori |  |

| Arbitro: | Molinari (Genova) |

| |           |                                  |
| Panciroli 13’ Barbolini 16’ Ispiro 25’ (rig.) Ratti 53’ (aut.) Pelloni 67’, 81’ Binacchi 87’ Graziosi 88’ | Marcatori | 49’ (rig.) Bertolini 75’ Creston |

| Arbitro: | Carbonelli (Brescia) |

|  |           |           |
|  | Marcatori | 44’ Russo |

| Arbitro: | Vanni (Pisa) |

|                           |           |             |
| Gualtieri 21’ Amoruso 85’ | Marcatori | 7’ Graziosi |

| Arbitro: | Torcini (Firenze) |

|                                                      |           |             |
| Panciroli 27’, 42’ (rig.) Graziosi 35’ Barbolini 85’ | Marcatori | 59’ Vallini |

| Arbitro: | Biorci (Genova) |

|  |           |               |
|  | Marcatori | 52’ Barbolini |

| Arbitro: | Cotumaccio (Pescara) |

|                    |           |                                                      |
| Bottaro 23’ (aut.) | Marcatori | 3’ Perazzolo 43’ (aut.) Lamantea 55’ (aut.) Binacchi |

| Arbitro: | Angelini (Firenze) |

|                |           |                                                   |
| A. Gnecchi 90’ | Marcatori | 40’, 80’ Barbolini 48’ Pelloni Rovelli 57’ (aut.) |

| Arbitro: | Politano (Cuneo) |

|                                                                        |           |                            |
| Iori 15’ Cappi 42’, 89’ Barbolini 52’ Graziosi 57’ Lamantea 65’ (rig.) | Marcatori | 71’ Montagnini 80’ Pezzoni |

| Arbitro: | Molinari (Genova) |

|                                 |           |                                         |
| Parise 21’, 84’ Sbardellini 28’ | Marcatori | 50’ Barbolini 74’ Binacchi 75’ Graziosi |

| Arbitro: | Marazia (Cuneo) |

|          |           |                    |
| Iori 62’ | Marcatori | 22’ (rig.) Grainer |